# ذبح حلال

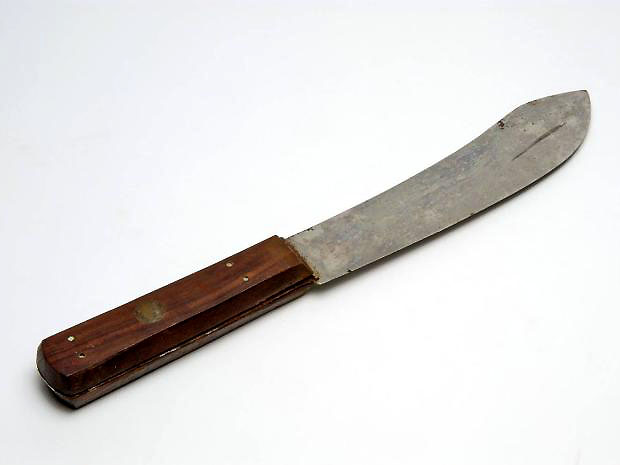
سكين ذات نصل خشبي.

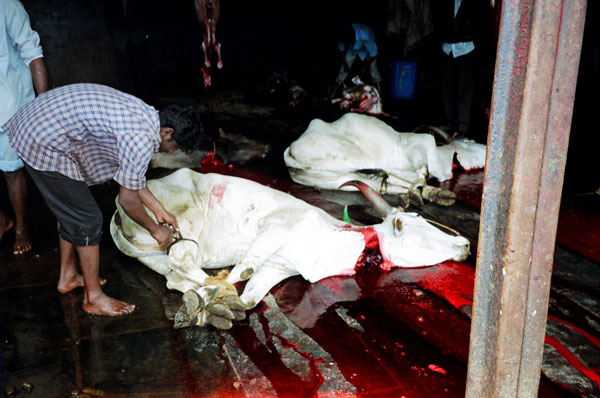
بقرة مذبوحة.

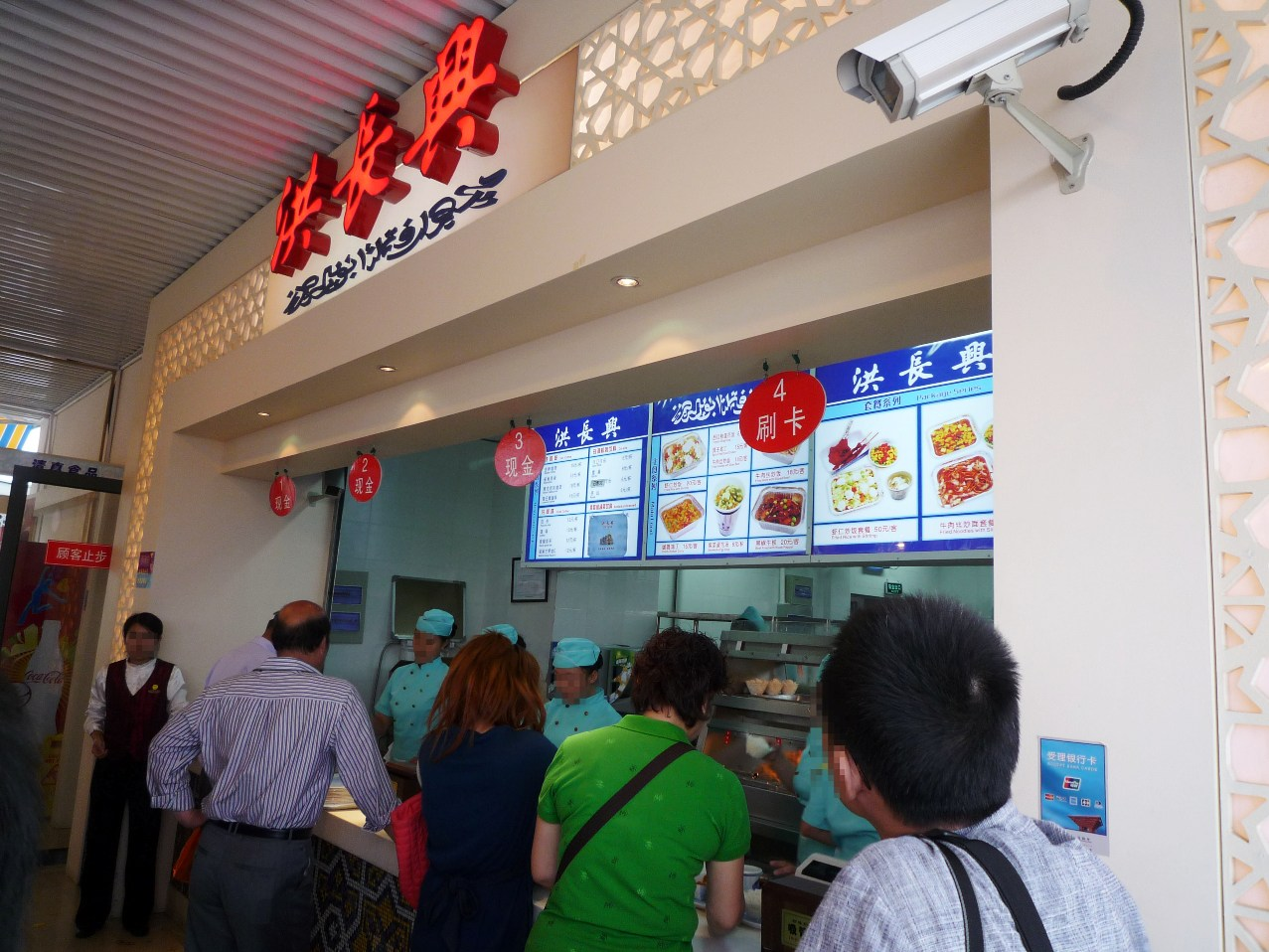
مطعم وجبة سريعة «حلال» تقدم وجبات من المطبخ الصيني الإسلامية بمعرض تجاري أقيم في مدينة شانغهاي حديثًا. ويظهر على لافتاته الخط العربي الصيني.

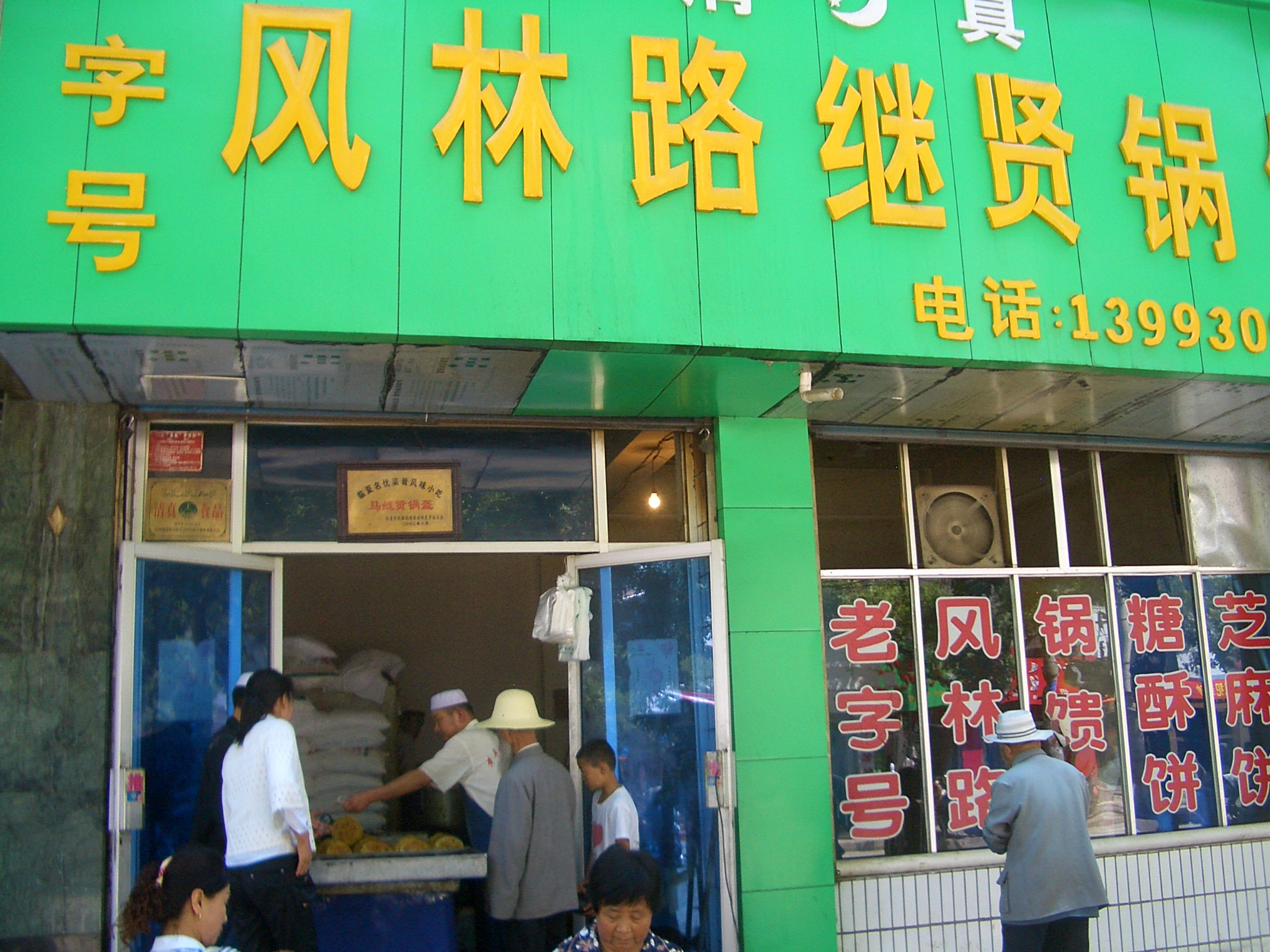
مخبز « حلال » بمدينة لينشيا غرب الصين، والملقبة بـ«مكة الصغرى».

ثمة طريقة للذبح يجب الالتزام بها عند ذبح كل ذبيحة لتصبح صالحة أو محللة للأكل حسب الشريعة الإسلامية. وقد يقصد مصطلح «حلال» أو «ذبيحة» في أماكن تواجد أقليات مسلمة اللحوم فحسب، إلا أن قواعد الطعام في الإسلام لا تقتصر على طريقة ذبح اللحوم فحسب. فيجب أيضًا الرفق بالحيوان مثلًا، كما أن ليست كل الحيوانات مباحة للإطعام، ولا كل الأغذية (مثلًا الخمر).
تعني كلمة حلال بالعربية الشئ المباح وعكسها حرام، وتوجد كلمة مماثلة لها هي كشروت بالعبرية والتي يستخدمها اليهود للدلالة على الطعام المطابق لقواعد للديانة اليهودية وعادة تدل على اللحوم.

## طريقة الذبح الحلال في الإسلام
توجد بعض الاختلافات البسيطة بين الفرق الإسلامية حول الطريقة، لكن الأسس الرئيسية للذبح متفق عليها لدى جميع المسلمين.
حيث يجب أولاً التسمية عليها (أي ذكر اسم الله عليها)، وهذا واجب شرعي لقول الله (ولا تأكلوا ممَا لم يُذكرْ اسم’ اللهِ عليه) آية (121) من سورة الأنعام.
من شروط الذبح الحلال التي من الواجب على الذابح الالتزام بها:
- أهلية الذابح، ويمكن أن يكون رجلاً أو امرأةً
- النطق بالبسملة قبل الذبح
- الذبح بآلة حادة
- قطع الحلقوم والمريء والودجين الذين يقعان في عنق الحيوان من جهة الحلقوم

وبهذه الطريقة تعطي فرصة للدم كي ينساب خارجاً، وبذلك يمكن الحصول على لحم صحي وطاهر.
يضيف مذهب الشيعة الإثنا عشرية تفصيلين لشرطين من شروط الذبح:
- الذابح يجب أن يكون مسلماً.
- نصل الذبح يجب أن يكون مصنوعاً من الحديد، الصلب المقاوم للصدأ لا يجزي لوجود طبقة تغطي الحديد[بحاجة لمصدر].

وهناك اختلاف بين المذاهب الإسلامية حول الذبائح التي يتم ذبحها من ذابح من أهل الكتاب (المسيح واليهود)، فبينما أغلب مذاهب أهل السنّة ترى حليّة تلك الذبائح فإن مذهب الشيعة يرى خلاف ذلك. الاختلاف يقع في تفسير الآية {وَطَعَامُ الَّذِينَ أُوتُوا الْكِتَابَ حِلٌّ لَكُمْ وَطَعَامُكُمْ حِلٌّ لَهُمْ}(المائدة:5). حيث يرى مذهب أهل السنة شمولية الآية لجميع أنواع الطعام إلا ما نص عليه في القرآن أو الحديث، أما مذهب الشيعة فيرى أن المقصود بالطعام هو كل ما يؤكل دون اللحوم كالحبوب والألبان.

## الطعام الحلال

شروط قانونية للذبح الشعائري في أوروبا:
الصعق غير إلزامي
الصعق بعد الذبح إلزامي
تزامن الصعق مع الذبح إلزامي
الصعق قبل الذبح إلزامي
الذبح الشعائري محظور
لا توجد بيانات

أما الميتة فهي الحيوان الذي نفق دون ذبح شرعي، ويأخذ حكم الميتة الحيوان المذبوح من قبل شخص من غير أهل الكتاب كالمجوسي أو البوذي، والدم المسفوح السائل محرّم سواء كان دم ذبيحة من الحيوانات المحلل أكلها أو غيرها وسواء كان مائعًا أو جمد بعد خروجه، أما الدم غير السائل كالكبد والطحال فحلال أكله في الإسلام، ولحم الخنزير محرّم كذلك الأمر سواء كان خنزيرًا بريًا أم مستأنسًا، وذلك لاعتبار الخنزير من الحيوانات النجسة في الإسلام وأن طهي لحمه على النار لا يزيل النجاسة. وما أهلّ لغير الله به هو ما ذبح لعبادة غير الله كتعظيم الأصنام، والمنخنقة هي البهيمة التي نفقت جرّاء الخنق، والموقودة هي التي ضربت بالعصا أو بشيء ثقيل حتى ماتت من قوّة الألم، والمتردّية هي التي وقعت وتردّت من علو كأنْ وقعت من أعلى الجبل فماتت، والنطيحة هي التي ماتت بالانتطاح مع بهيمة أخرى، وما أكل السبع يُقصد به ما اقتات عليه الحيوان اللاحم أو انتزع منه قطعة فمات، أما إذا أخذ منها السّبع شيئا من جسدها ولم يقتلها ثم ذُبحت فأكلها حلال عدا القسم الذي انتزع منها.

## طرق ذبح أخرى
- الذبح بالصعق الكهربائي